# Eduard Čech
Eduard Čech (phiên âm tiếng Séc: [ˈƐduart ˈtʃɛx]; 29 tháng 6 năm 1893 - 15 tháng 3 năm 1960) là một nhà toán học Séc sinh ra ở Stračov (lúc đó thuộc Bohemia, Đế quốc Áo-Hung, nay thuộc Cộng hòa Séc). Sự nghiệp nghiên cứu của ông bao gồm toán hình học vi phân và tô pô. Ông được biết đến qua kỹ thuật  Quá trình compact hóa Stone–Čech (trong toán học tô pô) và khái niệm Đối đồng điều Čech. Ông là người đầu tiên công bố chứng minh cho Định lý Tychonoff vào năm 1937.
Ông nhận bằng tiến sĩ vào năm 1920 tại Đại học Karl ở Praha với cố vấn tiến sĩ Karel Petr. Năm 1921–1922, ông hợp tác với Guido Fubini tại Torino, Ý. Ông làm giảng viên tại Đại học Masaryk ở Brno và ở Đại học Karl. Các nghiên cứu sinh tiến sĩ của ông gồm có Ivo Babuška, Vlastimil Dlab, Zdeněk Frolík, Věra Trnková và Petr Vopěnka.
Ông tham dự Hội nghị Topo quốc tế lần đầu tiên được tổ chức tại Moskva vào ngày 4-10 tháng 9 năm 1935. Ông thực hiện hai bài thuyết trình tại đó: "Khả năng tiếp cận và tương đồng" và "Nhóm Betti với các nhóm hệ số khác nhau ".
Ông qua đời tại Praha vào năm 1960.